# 木下ゆうか
木下 ゆうか（きのした ゆうか、1985年〈昭和60年〉2月4日 - ）は、日本のフードファイター・YouTuber。AnyMind Group株式会社と業務提携。特技は大食いとイラスト。

## 略歴
中学校卒業後、友人らとバイキングに行った際に皆が30分でギブアップする中、2時間食べ続けたことで大食いに目覚める。　
2009年の『元祖!大食い王決定戦 全国縦断 新女王発掘戦〜福島・広島・岐阜・熊本編』（テレビ東京）の新人戦広島地区代表決定戦で準優勝を果たし、デビュー。
2010年の『元祖!大食い王決定戦 爆食女神 終わりなき聖戦〜ハワイ編』の大阪第2代表決定戦で、3年連続大阪第2代表の正司優子に競り勝ち、大阪第2代表となる。
2012年頃には、Claudiaにマネジメントを置き活動する。
2013年『元祖!大食い王決定戦 爆食なでしこ頂上決戦〜ベトナム編』では、補欠出場ながら優勝したアンジェラ佐藤と僅差で準優勝となった。同年、Claudiaを退所し、「テレビでは伝えきれない食を楽しむ様子を見て欲しい」との思いから、2014年5月にYouTubeチャンネルを開設。動画投稿を開始した。
2020年1月にUUUMを退社し、しばらくフリーで活動していたが、同年5月27日に、インフルエンサーマーケティング企業の株式会社コラボテクノロジーが運営するプロダクション「OTOZURE」に所属したことと、アジア最大級のマルチチャンネルネットワーク「AnyMind Creators Network」を運営するAnyMind Group株式会社との業務提携を実施したことを発表した。
2020年8月3日、所属先のコラボテクノロジーの商号が株式会社トリドリに、プロダクション名の「OTOZURE」が「toridori production」にそれぞれ変更となった。
2021年4月28日、YouTubeメインチャンネルにて初主演ドラマ『大食い捜査官 木下ゆうか #エピソード0』が期間限定で無料公開され、5月5日終了予定だったが、視聴数が伸びず公開期間を延長中。
2021年7月1日、自身4つ目のYouTubeチャンネル『木下ゆうかの新チャンネル登録よろ（タイトルは仮です）』を開設し、ホラーゲーム配信のYouTuber「猫こねこ」との交際を初投稿動画で報告した。同月2日に、2人のカップルチャンネルとして『ゆうねこちゅ～ぶ』に正式決定した。しかし、同年10月29日、「猫こねこ」との破局とYouTubeカップルチャンネルの更新終了をチャンネル内で報告した。
2021年9月5日、所属事務所toridori productionから独立をYouTubeメインチャンネルで報告した。AnyMind Groupとの業務提携は継続する。

## 人物
イベントや収録に限定されず、平時からの大食い。動画には各国ユーザーからコメントが投稿されるなど、2016年時点で中国国内のインターネット上では渡辺直美と並ぶ人気を集めるとされる。YouTuberとして多数の大食い動画を投稿。倍速などを使用して配信する。
丸亀製麺や吉野家、協同乳業、大江戸温泉物語など飲食企業を中心に多くの企業とタイアップ企画を行っており、YouTubeのプロモーションCMにも出演。2016年12月には長崎県壱岐市のふるさと納税の呼びかけ役に起用され、壱岐牛の焼肉やタイの干物を完食する動画を投稿した。
一時期の芸名は木下 祐曄〈読み同じ〉。下の名前はひらがなが正式な本名であり、画数が良いからという母親の勧めで使っていたと2017年6月18日のYouTube Liveで述べている。